# Nuevo Tarapacá
Nuevo Tarapacá es una localidad peruana, perteneciente a la Provincia de Maynas en el Distrito de Fernando Lores, que queda en el  Departamento de Loreto a orillas del río Tamshiyacu, cerca de esta localidad está la capital de distrito la cual es Tamshiyacu.

## Historia
Tras la Guerra del 79, el gobierno peruano dio la orden de enviar a los refugiados de Tarapacá, Arica y Tacna que se negaron a cambiar su nacionalidad después de que estas provincias pasaran a control chileno, a poblar-colonizar la alejada región Loreto, los colonos en lo que hoy en día es el Distrito de Fernando Lores fueron en su mayoría tarapaqueños oriundos de Iquique, San Lorenzo de Tarapacá y Pisagua y algunos peruanos de otras zonas como Lima, Moquegua, Callao, decidieron asentarse a orillas del rio Tamshiyacu y llevaron consigo sus costumbres, atrayendo a los indígenas del lugar y de esta forma comienza a crecer en todos los aspectos el nuevo pueblo.

## Comunicaciones
La manera más fácil de llegar es con lancha a través del Río Amazonas para así llegar por el norte a la capital de distrito de Tamshiyacu y más arriba a la ciudad de Nauta e Iquitos.
Nuevo Tarapacá

## Lugares homónimos
- Tarapacá, Colombia
- San Lorenzo de Tarapacá, Chile
- Región de Tarapacá, Chile